# Municipio de Washington (condado de Dearborn)
El municipio de Washington (en inglés: Washington Township) es un municipio ubicado en el condado de Dearborn en el estado estadounidense de Indiana. En el año 2010 tenía una población de 1431 habitantes y una densidad poblacional de 40,51 personas por km².

## Geografía
El municipio de Washington se encuentra ubicado en las coordenadas 39°0′56″N 84°57′57″O / 39.01556, -84.96583. Según la Oficina del Censo de los Estados Unidos, el municipio tiene una superficie total de 35.32 km², de la cual 35.15 km² corresponden a tierra firme y (0.49%) 0.17 km² es agua.

## Demografía
Según el censo de 2010, había 1431 personas residiendo en el municipio de Washington. La densidad de población era de 40,51 hab./km². De los 1431 habitantes, el municipio de Washington estaba compuesto por el 98.6% blancos, el 0.14% eran afroamericanos, el 0.35% eran amerindios, el 0.28% eran asiáticos, el 0.28% eran isleños del Pacífico, el 0.07% eran de otras razas y el 0.28% pertenecían a dos o más razas. Del total de la población el 0.49% eran hispanos o latinos de cualquier raza.